# Slayers
Slayers (スレイヤーズ?) es una serie de novelas ligeras japonesas escritas por Hajime Kanzaka e ilustradas por Rui Araizumi. Estas novelas siguen las andanzas de la hechicera adolescente Lina Inverse y sus compañeros mientras viajan a través de su mundo. Usando magia poderosa y habilidad con la espada, luchan contra magos extralimitados, demonios que buscan destruir el mundo y, ocasionalmente, una desventurada banda de bandidos.
Su éxito inspiró varias series de novelas spin-off y se ha adaptado a numerosos títulos de manga, series de televisión anime, películas anime, series OVA, videojuegos de rol y otras multimedias. Incluyendo la serie spin-off, las novelas tienen más de 20 millones de copias impresas vendidas. Su serie de anime se considera una de las más populares de la década 1990.
En los doblajes para el idioma español, las primeras tres temporadas de su serie anime fueron conocidas como Reena y Gaudy en España y como Los justicieros en Hispanoamérica. Años más tarde, en España se tituló como Slayers cuando se distribuyo en formato DVD y Blu-ray.
En España se han publicado todos los mangas que están relacionados con Slayers, todos ellos por la Editorial Ivrea.

## Argumento

### Ambientación
En el universo de Slayers, el ser supremo es el Señor de las Pesadillas, el creador de al menos cuatro mundos paralelos. Un artefacto conocido como la Biblia Claire contiene información sobre la tarea del Señor de las Pesadillas de recuperar su "verdadera forma", que sólo se puede lograr destruyendo estos mundos y devolviéndolos al caos (mar de oscuridad) que él mismo es. Sin embargo, por razones inexplicables, el Señor de las Pesadillas no ha cumplido este deseo por sí solo hasta ahora. En cada uno de estos mundos existen dioses (shinzoku, lit. "raza divina") y demonios (mazoku, lit. "raza demoníaca"), que se enfrentan en una lucha sin fin. Si los dioses ganan la guerra en un mundo, ese mundo estará en paz. Si los monstruos ganan, el mundo será destruido y devuelto al Mar del Caos.
En el mundo donde transcurren los acontecimientos de Slayers, Flare Dragon Ceifeed y Ruby-Eye Shabranigdu son, respectivamente, la deidad y el demonio supremos. Hace mucho tiempo, su guerra terminó más o menos en un punto muerto, cuando Ceifeed pudo dividir la existencia de Shabranigdu en siete pedazos para evitar que volviera a la vida y luego sellarlos dentro de almas humanas. A medida que esas almas se reencarnan, los fragmentos individuales se desgastarían hasta que el propio Shabranigdu fuera destruido. Sin embargo, Ceifeed estaba tan agotado por esto que él mismo se hundió en el Mar del Caos, dejando cuatro partes de sí mismo en el mundo. Un milenio antes de los acontecimientos en Slayers, uno de los fragmentos de Ruby-Eye (que estaba sellado en el cuerpo de Lei Magnus, un hechicero muy poderoso) revivió y comenzó la Guerra de la Resurrección (降魔戦争, Kōma-sensō, alternativamente "Guerra de conquista de demonios") contra una de las partes de Ceifeed, el Rey Dragón de Agua, también conocido como Aqualord Ragradia. Al final, el pedazo de Shabranigdu ganó, pero Aqualord, usando los últimos restos de su poder, lo selló en un bloque de hielo mágico dentro de las montañas Kataart. Sin embargo, los lugartenientes de Shabranigdu permanecieron en libertad, sellando una parte del mundo dentro de una barrera mágica, a través de la cual sólo los demonios podían pasar.
Existen cuatro tipos de magia dentro del universo de Slayers: negra, blanca, shamanica y sagrada. Los hechizos de magia negra, como el famoso "Dragon Slave", invocan directamente los poderes de los demonios y son capaces de causar enormes daños. Los hechizos de magia blanca son de origen difuso y se utilizan para curar o proteger. La magia shamanica se enfocan en la manipulación y alteración de los elementos básicos del mundo natural (tierra, viento, fuego, agua y espíritu) y contiene hechizos tanto ofensivos como convenientes, como "Lei Wing", "Fireball" o "Elemekia Lance". La magia sagrada usa el poder de los dioses, pero la barrera antes mencionada hizo imposible su uso para cualquiera que estuviera dentro hasta antes de la muerte del demonio Hellmaster Phibrizzo. Como regla general, los demonios sólo pueden ser dañados por magia shamanica astral, magia sagrada o magia negra que extrae poder de otro demonio con mayor poder que el objetivo.
Sin embargo, por encima de toda otra magia, están los hechizos inmensamente destructivos que extraen poder del Señor de las Pesadillas. Los dos hechizos de esta clase son "Ragna Blade", capaz de atravesar cualquier obstáculo o ser, y "Giga Slave", que puede matar a cualquier adversario, pero que también podría destruir el mundo mismo si el hechizo se lanza mal. Algunos han afirmado que estos terribles hechizos, que obtienen su poder directamente del Señor de las Pesadillas, constituyen una quinta forma de magia: la magia del Caos.

### Historia
La protagonista de Slayers es Lina Inverse, una adolescente hechicera genio errante con muchos apodos y mucha infamia que se niega a reconocer. Lina narra (dentro de las novelas) la historia de sus diversas aventuras, que van desde crisis caprichosas y tontas hasta dramáticas e incluso crisis que amenazan al mundo, en las que se involucra junto con sus compañeros de viaje dondequiera que vaya.

## Producción
La primera novela ligera de Slayers fue escrita por Hajime Kanzaka para ingresar a los primeros premios anuales Fantasia Chōhen Shōsetsu de Fujimi Fantasia Bunko en 1989. Después de ganar, se le pidió al nuevo autor que creara una continuación. Kanzaka inicialmente pensó que esto era una tarea imposible ya que los personajes ya habían derrotado al Señor Oscuro. Calificó el segundo libro como un punto de inflexión para él y dijo que al principio fue muy difícil escribirlo. Sin embargo, tan pronto como añadió "lobos con púas y esas cosas", debido a su amor por los yōkai y los kaiju, las "palabras simplemente salieron volando de la página". Kanzaka ambientó el segundo libro en una ciudad para que Lina no pudiera resolver la historia simplemente lanzando un gran hechizo. Dijo que esto le enseñó cómo el uso de las circunstancias y el entorno podían cambiar el "sabor" de una historia. El autor también dijo que el segundo libro es intencionalmente "más pesado" que el primero.
Kanzaka describió su proceso de escritura como tratar de juntar piezas de un rompecabezas que han estado esparcidas, descubriendo cosas sobre la marcha en lugar de seguir un esquema escrito de antemano. Como autor novato, dijo que no era bueno enviando resúmenes de la trama a su supervisor, quien los requería antes de comenzar a escribir un libro. Cuando el supervisor aceptó pasivamente el resumen de la trama de la tercera novela de Slayers, pero luego quedó extasiado con el libro terminado, dejó de pedir resúmenes de la trama. Kanzaka asume que finalmente se ha dado cuenta de que la historia terminada siempre diferirá ampliamente del resumen inicial. Los primeros tres libros fueron escritos a medida que el autor ideaba historias, pero el volumen cuatro cuenta una epopeya más grandiosa. Debido a que la primera novela se escribió de forma unitaria antes de convertirse en una serie, existen algunas inconsistencias con las entregas posteriores. Algunas de estas inconsistencias se corrigieron en las reimpresiones de 2008.
Kanzaka hace referencias a personas y eventos que no se describen en las novelas, como la hermana mayor de Lina y la primera visita de Gourry Gabriev a Sairaag, a la que se refirió como "sabor" para estimular la imaginación del lector y aclaró que no son un presagio. Explicó que el mundo ficticio se sentiría más pequeño si se explicara todo lo que aparece en la historia; algo que aprendió del comentario de un profesor en la escuela de diseño. Aunque ni siquiera ha pensado en algunos de ellos, como la visita de Gourry a Sairaag, en otros ha creado una historia de trasfondo, como la hermana de Lina. La historia de trasfondo de Zuma se omitió porque las novelas se cuentan desde la perspectiva en primera persona de Lina, pero Kanzaka le dio parte del material al personal de Slayers Revolution para que si pudiera incluirse en esa serie anime.

## Novelas
Las novelas son el soporte original en los que nació la serie Slayers. En ellas se pueden distinguir hasta cuatro series distintas:
- Slayers, las novelas principales que narran las aventuras de Lina Inverse y Gourry Gabriev, tal como más adelante serían adaptadas tanto en las series anime como la serie manga. Consta de 16 volúmenes.

- Slayers Special, unas novelas mucho más ligeras, con entre cinco y seis capítulos autoconclusivos cada una, que narra pequeñas aventuras que Lina Inverse tuvo con Naga antes de los sucesos contados en las novelas de la saga principal. Consta de 30 volúmenes y se siguen publicando, aunque a partir del volumen 30 cambia de nombre, pasando a llamarse Slayers Smash, y comenzando la numeración de nuevo desde 1.

- Slayers Delicious es una serie de cuatro pequeñas novelas, cada una con un capítulo autoconclusivo, que más adelante serían integrados en la saga Slayers Special, con unos ligeros cambios en la historia.

- Slayers VS Orphen es una novela autoconclusiva, escrita conjuntamente por Hajime Kanzaka y Yoshinobu Akita, autor de Majutsushi Orphen. En esta novela, los personajes principales de las dos series mantienen una aventura en un extraño mundo al que son transportados.

- Slayers Select es una saga recopilatoria que reunirá algunos de los capítulos más conocidos publicados anteriormente en la saga Slayers Special. Los capítulos de los primeros tomos serían elegidos por Hajime Kanzaka y por el personal de Dragon Magazine, mientras que para el resto de volúmenes, los capítulos serían elegidos por votación de los lectores de dicha revista.

## Manga
Entre su series manga se encuentran:
- Slayers, tomo unitario, ilustrado por el propio Rui Araizumi, diseñador de personajes e ilustrador oficial de las novelas. Consta de seis historias cortas, cuatro son autoconclusivas y las otras dos corresponden a un capítulo doble. Tanto en España como en Argentina los editó Editorial Ivrea (en Argentina en una edición de dos medios tomos).
- Chō-baku Madōden Slayers ("Slayers, Leyenda demoníaca" en la versión española de Ivrea; "Super-Explosive Demon Story" en inglés), ilustrado por Shoko Yoshinaka, que consta de ocho tomos (de los cuales el cuarto se corresponde con la adaptación al manga de la segunda película, Slayers Return, y el resto es una adaptación de las nueve primeras novelas principales. Publicado como una serie de siete tomos en España por Editorial Ivrea (el tomo de Slaters Return se publicó aparte como un unitario).
- Slayers Special, ilustrado por Tommy Ohtsuka (Studio Zombie), con cuatro tomos de historias cortas autoconclusivas, basadas en las novelas de mismo nombre. En España fue publicado por Editorial Ivrea.
- Slayers Premium, tomo unitario ilustrado por Tommy Ohtsuka (Studio Zombie), adaptación libre de la 5ª película, de mismo nombre. Tanto en España como en Argentina fue editado por Editorial Ivrea.
- Slayers: Knight of Aqualord, seis tomos ilustrados por Tommy Ohtsuka (Studio Zombie), con una historia totalmente nueva. Dicha aventura no puede situarse en ningún momento concreto de la historia de la serie, al contradecir determinados hechos. El propio autor ha afirmado que debería tratarse este manga como una historia en un mundo paralelo. Tanto en Argentina como en España fue publicado por Editorial Ivrea.
- Slayers Revolution, manga que comenzó a publicarse en el número de junio de 2008 en la revista Dragon Age (9 de mayo), y con dibujo de Issei Hyouju. Es una adaptación de la historia anime homónima. Editado en España por Editorial Ivrea, al igual que su continuación Slayers Evolution-R.
- Slayers Light·Magic es un manga que comenzó a publicarse en el número de julio de 2008 de la revista Kerokero Ace (suplemento de regalo con el magacín Gundam Ace), con dibujo de Shin Sasaki, y por primera vez, con un guion que no era de Hajime Kanzaka, sino de Yoshijirou Muramatsu (anteriormente, este manga fue llamado Slayers Future). Fue editado por Editorial Ivrea en España.
- Slayers Legend es una recopilación en dos tomos que salió a la venta en julio y agosto de 2008, y que incluyó las series Slayers, Chō-baku Madōden Slayers, y un manga nuevo llamado Shin Slayers: Falshes no Sunadokei, dibujado por Asahi, que vería la luz en un tomo independiente en noviembre de 2008 (anteriormente, este manga fue llamado Slayers NEO). En España, este tomo independiente fue publicado por Editorial Ivrea bajo el nombre de Slayers: El Reloj de Arena de Falshes.

## Anime
El anime constituye la versión animada de las novelas originales. No obstante, no es totalmente fiel a las novelas, sino una readaptación de las mismas al introducir, contar y representar hechos de diferente forma. Por tanto puede seguirse casi como una continuidad distinta a las novelas. En España fue emitido bajo el nombre de Reena y Gaudy (posteriormente fue lanzado en DVD y Blu-ray como Slayers) y en Latinoamérica se le conoció como Los Justicieros. Existen cinco temporadas de series anime: Slayers, Slayers Next, Slayers Try, Slayers Revolution y Slayers Evolution-R.

### Slayers
La primera temporada está basada en las primeras cinco novelas principales. Los acontecimientos comprenden el encuentro de personajes principales, Rezo, la derrota de Shabranigdu y de la copia de Rezo y Zanaffer. No obstante algunos hechos cambian, como la introducción del personaje de Ameria, que en las novelas es posterior a los hechos antes descritos; y también al añadir capítulos más o menos autoconclusivos de corte humorístico que no aparecen en las novelas.

### Slayers NEXT
La segunda temporada está basada en las novelas 6-8. Cuenta la aparición de Xelloss, conspiración de Gaav y tanto su ruina como la de Fibrizo. Es más fiel a las novelas en cuanto al hilo argumental, pero igualmente introduce hechos y capítulos humorísticos que no aparecen en las novelas o bien son descritos de diferente forma. También destaca el hecho de que debido al éxito de la primera parte, Slayers NEXT cuenta con mejores recursos de animación, y en general visualmente está mejor lograda. Hecho aparte es que la continuación de la historia a partir de esta temporada sigue diferentes versiones. Lo más destacable de esta temporada, es que de las tres existentes es la más cercana a las novelas, ya que se podría decir que es la mejor historia de las tres debido a la acción y a que nos introducen al mundo de Slayers con más interés y "conocimientos". Además, los ambientes logrados son más parecidos a los que reflejan las novelas.

### Slayers TRY
La tercera temporada es una historia nueva, sin correspondencia en las novelas (viaje al exterior de la Gran Barrera, aparición de Valgaarv y llegada y ruina de Dark Star). Esta serie es la que técnicamente mejor está producida en comparación con sus antecesoras y constituye la continuación animada de Slayers NEXT.

### Slayers REVOLUTION
La cuarta temporada de la serie anime, basada muy libremente en la quinta novela, mezclada con una historia original. Al contrario que las tres temporadas anteriores, esta cuenta únicamente con trece episodios, durante los cuales el grupo principal conocerá a personajes nuevos como Pokota, Ducris, la marquesa Gioconda y su sirvienta Ozel, y el asesino profesional Zuuma. Al final del último episodio, aún quedan misterios que se resolverán en la continuación, a lo largo de la 5ª temporada.

### Slayers EVOLUTION-R
La quinta temporada de la serie anime, lanzada por el canal japonés AT-X el 12 de enero de 2009. Es una continuación directa de los acontecimientos que tienen lugar durante Slayers REVOLUTION, y al igual que esta, adapta de manera muy libre algunos eventos de las novelas originales, principalmente la sexta.
El grupo intenta buscar el jarrón que contiene el alma de Rezo, para poder despertar de su letargo artificial a los habitantes de Tafohrasia, contando con la ayuda de Nama, una chica con el alma encerrada en una armadura por culpa de otro de esos jarrones. Zuuma vuelve a aparecer para amenazar al grupo con que matará a alguien si no se dirigen a Vezendi, una ciudad en la que les tiende una trampa a través de su alter-ego.
Tras la derrota del asesino, el grupo se dedicará a revivir a Rezo a partir del recién recuperado jarrón, pero la idea no parece tan buena cuando parece que hay algo más detrás de todo el asunto.

### OVAs
Se trata de series de animación pero efectuadas para su comercialización mediante vídeo y no su emisión por canales de televisión. Puesto que el objetivo es diferente, cuenta con más medios técnicos que las series de televisión. Estos OVAs, separadas en dos series de tres capítulos cada una, llamadas Slayers Special y Slayers Excellent. Estas vuelven tratarse de las aventuras de Lina Inverse y Naga, pero esta vez de media hora de duración. Son una adaptación animada de capítulos aparecidos en las novelas Slayers Special, aunque con algunas diferencias argumentales. Tanto las películas como los OVAs deben considerarse aparte unos de otros; aparte de ser producciones anime, no están relacionadas ni entre ellas ni entre el total, siendo simplemente aventuras sueltas.

### Películas
La mayoría de las películas fueron producidas por J.C.Staff. Slayers Premium fue animada por Hal Film Maker.
- Slayers The Motion Picture, también conocida como Slayers Perfect (o Slayers the Movie: Perfect Edition) y originalmente lanzada en Japón simplemente como Slayers (スレイヤーズ), es una película de 1995 escrita por Kazuo Yamazaki, basada en una historia original de Hajime Kanzaka, y Dirigida por Yamazaki e Hiroshi Watanabe.
- Slayers Return (スレイヤーズ RETURN, Sureiyāzu ritān), también conocida como Slayers Movie 2 - The Return, es una película de 1996 escrita por Kanzaka y dirigida por Kunihiko Yuyama y Hiroshi Watanabe. Fue adaptado en un manga independiente.
- Slayers Great (スレイヤーズ ぐれえと, Sureiyāzu gurēto) es una película de 1997 escrita por Kanzaka y dirigida por Kunihiko Yuyama, Hiroshi Watanabe y Yoshimatsu Takahiro.
- Slayers Gorgeous (スレイヤーズごうじゃす, Sureiyāzu gōjasu) es una película de 1998 escrita por Kanzaka y dirigida por Hiroshi Watanabe.
- Slayers Premium (スレイヤーズぷれみあむ, Sureiyāzu puremiamu) es un cortometraje de 2001 escrito y dirigido por Junichi Satō.

Cuatro de las cinco películas contienen aventuras de Lina Inverse y Naga, mientras que en la última, Slayers Premium, aparecen el resto de personajes principales de las series anime. Tanto las películas como las OVAs deben considerarse aparte unas de otras, y aparte del anime, no estando relacionadas ni entre ellas ni entre el total, siendo simplemente aventuras sueltas.

### Lista de Episodios
La serie de Slayers se divide hasta ahora en cinco sagas.En el enlace superior se puede verificar una lista de episodios de Slayers, Slayers NEXT, Slayers TRY, Slayers Revolution y Slayers Evolution-R.

## Otros

### CD dramas
Aparte, Slayers también cuenta con una serie de CD drama, es decir, pequeñas aventuras en formato de audio que narran algunas aventuras.
- Slayers Extra, también conocido como Slayers EX (cuatro episodios, adaptado libremente de las novelas Slayers Special, con Gourry reemplazando a Naga y ambientado después de la primera temporada de la serie anime; 1995-1996)
- Slayers N'extra (cuatro episodios, adaptado de las novelas Slayers Special; 1997)
- Slayers Premium (un episodio, prólogo y epílogo de la película Slayers Premium; 2002)
- Slayers VS Orphen (un episodio, adaptado de la novela Slayers VS Orphen; 2005)
- The Return of Slayers EX (帰って来たスレイヤーズエクス, Kaette Kita Slayers EX) (tres episodios; 2006)

### Videojuegos
Slayers cuenta con varios videojuegos basados en la historia original, si bien cada uno se toma sus propias licencias y no puede decirse que se sitúen en un momento concreto, ni que continúen a partir de unas u otras aventuras ya ocurridas.
- Slayers, a secas, es el nombre del primer videojuego basado en la serie. Salió a la venta 1994 para NEC PC-9801, parte de serie de ordenadores exclusivos de Japón conocidos como "NEC-PC" (como este videojuego en concreto se creó para la versión NEC PC-9801, es conocido por lagunos como "Slayers PC98"). No parece tener un argumento fijo, sino una serie de pequeñas aventuras.

- Slayers, a secas, es nuevamente el nombre del segundo videojuego de la serie que vio la luz, también en 1994 pero esta vez para la conocida consola Super Famicom en Japón (conocida en occidente como Super Nintendo, por lo que el videojuego comúnmente se conoce en esta región como "Slayers SNES" o "Slayers SFC"). En este, parece ser que Lina ha perdido la memoria, y tendrá que vivir una serie de aventuras para encontrar tanto su memoria perdida como a sus compañeros de aventuras.

- Slayers Royal fue el primer videojuego de Slayers lanzado para plataformas de 32Bits, siendo publicado primero para Sega Saturn en 1997 y un año después para PlayStation en 1998. Aquí, Lina y compañía tendrán que ayudar a un joven elfo, Lark, a rescatar a su hermana de mano de unos mazoku que quieren resucitar a Shabranigdu.

- Slayers Royal 2 llegó poco tiempo después, nuevamente primero para Sega Saturn en 1998 y un año después para PlayStation en 1999. A pesar del "2" de tu título, la historia no es una continuación del videojuego anterior, y lo único que tienen en común es la aparición de Lark, el chico elfo.

- Slayers Wonderful es el último videojuego publicado hasta la fecha, siendo esta vez exclusivamente para PlayStation en 1998. En este, se debe que investigar qué ha ocurrido con la magia, que parece haberse debilitado de improvisto.

## Personajes
Los personajes de Slayers encajan en cierta forma en los clichés de historias de género épico-fantástico, así que se pueden encontrar guerreros, magos-hechiceros, sacerdotes, demonios, elfos, dragones, etc. Pero, sin embargo, rompen con muchos de sus estereotipos asociados comúnmente y son originales por sí mismos. A continuación se encuentra una lista con los más importantes:

### Principales
- Lina Inverse (Reena Inverse en España y Rina Inverse en Hispanoamérica): La hechicera protagonista de la serie, simpática, decidida, sagaz y divertida pero obsesionada por el dinero y la comida. No soporta que le digan que no es hermosa. Es muy poderosa y hábil para la edad que tiene, unos 15 años al inicio del anime, siendo "Drag Slave" (Matadragones en España) su conjuro más identificativo, aunque es capaz de invocar hechizos menores tanto como magia oscura muy avanzada e incluso invocar a la Diosa de la Pesadilla. Ha jugado un papel importantísimo en todos los sucesos del mundo de Slayers. Es muy cabeza dura, pero tiene un gran corazón. Voces: Megumi Hayashibara (Japón), Marta Sáinz (España), Emanuela Pacotto (Italia), (Alemania), Jhaidy Barboza (Venezuela).

- Gourry Gabriev (Gaudy en España e Hispanoamérica): un poderoso espadachín mercenario que se ha autoproclamado el guardaespaldas de Lina y la acompaña en absolutamente todos sus viajes. Es algo distraído, olvidadizo y sumamente inocente, pero es muy noble, valiente y fiel; a diferencia de lo que aparenta, es un excelente guerrero y siempre sabe lo que hay a su alrededor, lo que contrasta con su personalidad distraída. Cuando se embriaga se transforma en un hombre sofisticado y culto, según se aprecia en las novelas. Poseía la poderosa Espada de Luz, una de las cinco armas de luz también llamada Gor Nova, que ha pasado de generación en generación en su familia, hasta que la pierde (en las novelas originales la pierde mientras intenta rescatar a Lina del Mar del Caos y en la serie anime decide devolverla a Sirius tras batallar contra DarkStar). Aunque Lina no lo trate muy bien y le diga entre otras cosas "cabeza de medusa" por lo tonto que es, él estaría enamorado de ella. Voces: Yasunori Matsumoto (Japón), Juan Logar Jr. (España), Diego Sabre (Italia), Hubertus von Lerchenfeld (Alemania), Juan Carlos Vázquez (Venezuela).

- Zelgadiss Graywords (Zelgadis): Espadachín y mago astral con una gran resistencia defensiva, fue convertido en una Quimera (parte humano, Demonio Blow y Golem de piedra) por su bisabuelo Rezo el Monje Rojo, ya que Zelgadiss ansiaba poder. Acompaña a Lina y los demás por el mundo mientras busca una cura para su condición. Le tiene mucho afecto o en pocas palabras está enamorado de Ameria (al menos en el anime, no así en la novelas originales), y es su guardaespaldas durante la quinta temporada. Su principal objetivo es recuperar su apariencia humana, pero lamentablemente Rezo le revela que ni él mismo posee los conocimientos necesarios para cambiar su estado, es decir, que jamás va a volver a poder convertirlo en humano nuevamente, aún con la Biblia de Claire en su poder. Como humano tiene una piel pálida y ojos azul marino, con el cabello lila o negro dependiendo de que temporada se trate. Como quimera, tiene el cabello lila y duro como el metal, la piel de color turquesa claro como un Demonui Blow y manchada de trozos de roca, como un golem. Voces: Hikaru Midorikawa (Japón), Daniel Sánchez (España), Claudio Moneta (Italia), Florian Halm (Alemania), Carlos Castillo (Carlos Arraiz) (Venezuela).

- Ameria Wil Tesla Seiruum (Amelia): princesa de Silloon (o Sayruun/Saillune) y sacerdotisa especializada en magia blanca. Es una chica obsesionada con la justicia y de buen corazón que nunca se rinde. Siempre acostumbra a subir a lugares altos y hablar con frases heroicas cuando hay peligro. Ve a Gourry como un hermano mayor, se siente atraída por Zelgadiss (al menos en el anime, no así en la novelas originales), y le tiene miedo a Lina. Su padre, el rey de Saillune Philionel le ha inculcado desde pequeña sus valores y es la persona que Amelia más admira. Generalmente es tranquila, reservada y de pocas palabras pero en la hora de la batalla se entusiasma fácilmente y pasa a ser energética y muy animada. De cabello negro azulado, su atuendo va adornado siempre de talismanes, tiene grandes ojos azules y cálidos y un busto demasiado grande para su edad. Voces: Masami Suzuki (Japón), Amelia Jara (España), Federica Valenti (Italia), Sabine Bohlmann (Alemania), Carmen Olarte (Venezuela).

- Naga (La Serpiente Blanca): se presume que es la hija mayor del príncipe Filionel (aunque nunca se menciona si es verdad), heredero al trono de Saillune, y por lo tanto, primera princesa; como tal había estudiado Magia Blanca para ser una sacerdotisa. Según se cuenta, un día un asesino llamado Booley fue a intentar matarla, pero acabó con su madre, la reina, ya que ambas eran muy parecidas. Pero Gracia presenció la escena y en un arranque de furia, acabó con la vida del asesino con el hechizo "Chaos String", que había creado su madre. Tras este grave incidente Gracia decidió dejar el castillo, comenzando sus viajes usando el antiguo traje de aventuras de su madre y aprendiendo magia. Tiempo después oyó hablar de una chica que se decía que era una gran hechicera y decidió probar sus fuerzas contra ella, convirtiéndose en su peor rival... así es como Naga, que decidió llamarse así en lugar de Gracia, conoció a Lina Inverse. Ella solo aparece en las películas y ovas, aunque se presume que aparece en la temporada del anime Slayers Evolution-R como Nama, la armadura viviente. Voces: Maria Kawamura (Japón), Veronika Neugebauer (Alemania).

- Sylphiel Nels Ladha (Silfil): Sacerdotisa de la ciudad de Sairaag. Antigua conocida de Gourry, del que está claramente enamorada. Sus puntos fuertes son la magia curativa y la defensiva, pero es capaz de lanzar un "Drag Slave". Voces: Yumi Touma (Japón), Marta Sáinz (España), Debora Magnaghi (Italia), Anke Kortemeier (Alemania), Melanie Henríquez (Venezuela).

- Martina Zoana Mel Navratilova (Martina): Princesa del reino de Zoana, está algo loca y persigue a Lina por doquier porque ella destruyó su reino cuando trataba de conquistar el mundo. Se ha inventado su propio dios: Zoamelgustar, y es posible que tenga doble personalidad. Es muy enamoradiza. Voces: Hiiragi Mifuyu (Japón), Amelia Jara (España), Alessandra Karpoff (Italia), Katrin Fröhlich (Alemania), Claudia Nieto (Venezuela).

- Xelloss (Zeros): Un demonio (Mazoku) que suele acompañar a los demás protagonistas, normalmente manipulándolos para que sigan sus planes sin que se den cuenta. Siempre que se le pregunta algo relacionado con sus planes responde Sore wa himitsu desu (España: No os lo puedo decir, es secreto/Hispanoamérica: Eso es secreto). Dependiendo de lo que le convenga, es muy poderoso, llegando a acabar en la antigüedad con solo un movimiento de su mano con miles de dragones dorados, por lo que se menciona que su poder rivaliza con el de Hellmaster. Voces: Akira Ishida (Japón), Enrique Javier Lles (España), Simone D'Andrea (Italia), Butz Combrinck (Alemania), Luis Carreño (Venezuela).

- Philia Ul Copt (Filia): Un Dragón Dorado, Sacerdotisa de Vulabazard, dios dragón del fuego. Encarga una misión a Lina para salvar el mundo y le guía por el "mundo exterior". Odia a los mazokus, especialmente a Xellos, pero a pesar de eso lo estima y lo respeta. Viste una capa blanca con un vestido rosa y largo y debajo de él guarda un mazo lleno de espinas gruesas que generalmente utiliza para defenderse mientras conserva su forma humana. Al emocionarse pierde el control de sí misma y su cola de dragón suele mostrarse fuera del vestido. Voces: Houko Kuwashima (Japón), Amelia Jara (España), Elisabeth Günther (Alemania), Anabella Nuñez (Venezuela).

- Luke: Un personaje hasta ahora exclusivo de las novelas originales. Luke es un guerrero hechicero que, pese a que se muestra duro ante los demás, está enamorado de su compañera Mileena, por la que dejó su antigua vida como asesino a sueldo.

- Mileena: Compañera mercenaria de Luke. Es una hechicera que se muestra muy fría ante los demás, y parece ignorar por completo los sentimientos de Luke.

- Lyos: Caballero de Aqualord. Solo aparece en el manga Slayers: Knight of Aqualord y es uno de los nuevos compañeros del grupo en sus aventuras al otro lado de la barrera Mazoku. Parte de la historia se basará en su desarrollo como Caballero del Aqualord, es muy introvertido, debido a su duro pasado; confía mucho en sus poderes, a pesar de que aún no los controla bien.

- Shizuri: Sacerdotisa del templo del Aqualord. Ella aparece en el manga Slayers: Knight of Aqua Lord y acompaña al grupo al otro lado de la barrera Mazoku. Aunque no tiene poderes mágicos, es capaz de crear ilusiones. Lo primero que le preguntó a Lina nada más verla es que si todas las chicas al otro lado de la barrera están así de planas.

- Pokota: Es uno de los nuevos personajes de Slayers Revolution, y aparece también en Slayers Evolution-R. Es el joven Príncipe Posel, heredero al trono de Taforashia, el cual fue convertido (por Rezo el Monje Rojo) en un extraño y pequeño "animal" o peluche. Creó una réplica de la Gor-Nova o Espada de la Luz que originalmente tenía Gourry. Aparece en la historia por su intento de hacer justicia ante el abuso de la Duquesa Gioconda de Ruvinagald que robó los medicamentos destinados a Taforashia cuando la misma fue azotada por una mortal enfermedad. Su apariencia como humano es el de un niño preadolescente de largo cabello lila y cresta mohawk con un gran arete de oro en su oreja izquierda; mientras que en su cuerpo reencarnado es un peluche verde claro con un mechón de pelo lila, dos orejas que culminan en manos, en una de las cuales está su arete y tiene un cierre a lo largo de su tórax y abdomen donde esconde la replica de la Espada de Luz. Pasa su tiempo compitiendo con Lina, causándole muchos problemas y llamándola pechos-planos, pero con el tiempo se van haciendo cada vez más amigos, al igual que con los otros personajes.

### Secundarios
- Luna Inverse: Hermana mayor de Lina Inverse. Es muy poderosa aunque no sea un usuario de magia. Su poder reside en que es la Caballero de Ceiphied, y podría batirse sola contra Xelloss e incluso con el mismo Shabranigudu. Como anotación, el personaje de Luna fue creado por Hajime Kanzaka en su juventud para una historia corta que ideó, en la que la protagonista era Luna y tenía una hermana pequeña de 10 años llamada Lina, que era una maniática de la tecnología. Fue de esta anterior idea de la que sacó varios personajes para la que sería su primera y más conocida serie, Slayers.

- Rezo, el Monje Rojo: (Akahōsi Lezo en la versión japonesa) Principal contrincante en la primera novela y la primera temporada de la serie anime. Obsesionado con su ceguera de nacimiento, hizo un pacto con Shabranigudu y a cambio de su resurrección él le daría la vista, sin saber que su ceguera se debía a que parte de Shabranigudu habitaba en su cuerpo. Voz: Takehito Koyasu (Japón), José Manuel Vieira (Venezuela).

- Eris (o Ellisel Vulgrum) (Ellis): Cuando era discípula de Rezo ella siempre vestía de blanco y estaba enamorada de su maestro. Intenta por todos los medios eliminar a Lina y compañía para vengar la muerte de su maestro y desde ese entonces viste de negro al estilo punk; capa, minivestido y botas negras, inclusive púas en los hombros, con el cabello despeinado. Voz: Etsuko Ishikawa (Japón), Rossana Cicconi (Venezuela), Amelía Jara (España), Rachel Nanstand (Estados Unidos).

- Zanglus (o Zangulus): Espadachín mercenario rival de Gourry. Voz: Domingo Moreno.

- Chaos Dragon Garv (魔竜王カオスドラゴン ガーヴ, kaosu doragon gāvu): Aparece por primera vez en una de las novelas y la serie anime Slayers NEXT, y se convierte en el enemigo de Lina.

- Fibrizo: Uno de los cinco subordinados de Shabranigdu. Se esconde en el cuerpo de un niño, aunque su poder es inmerso. Voz: Kazue Ikura (Japón), Ivette Harting† (Venezuela), Vinnie Pena (Estados Unidos), Amelía Jara (España).

- Vargaav: Demonio a las órdenes de Garv, quien le envía para que acabe con Lina. Su primera aparición es en Slayers TRY.

### Doblaje (seiyūs)
- España Versión en español Arait Multimedia para Europa
- Venezuela Versión en español Lipsync Audio Video y Estudios Lain para América Latina, doblado en Caracas (*)
- Estados Unidos Versión en inglés Ocean Dubbing Productions para Estados Unidos

| Personaje                                           | Actor Original Japonés (Distribución en Japón) | Doblaje España (Distribución Española) | Doblaje Venezolano (Distribución Latina) | Doblaje estadounidense (Distribución Inglesa) |
| --------------------------------------------------- | ---------------------------------------------- | -------------------------------------- | ---------------------------------------- | --------------------------------------------- |
| Lina Inverse                                        | Megumi Hayashibara                             | Marta Sainz                            | Jhaidy Barboza                           | Lisa Ortiz                                    |
| Gourry Gabriev                                      | Yasunori Matsumoto                             | Juan Logar Jr.                         | Juan Carlos Vázquez                      | Eric Stuart                                   |
| Ameria Will Tesla Saillune Amelia Wil Tesla Sairuum | Masami Suzuki                                  | Amelia Jara                            | Carmen Olarte                            | Veronica Taylor Joan Baker                    |
| Zelgadiss Graywords Zelgadiss                       | Hikaru Midorikawa                              | Daniel Sánchez                         | Carlos Arraiz                            | Crispin Freeman                               |
| Silphiel Nels Ladha Silphiel                        | Yumi Tôma                                      | Marta Sainz                            | Melanie Henríquez                        | Stacia Crawford                               |
| Príncipe Philionel Philionel de Sairaag             | Masahiro Anzai                                 | Enrique J. Lles                        | Daniel Jiménez                           | Mathew Black James Carter Cathcart            |
| Xelloss Zeros                                       | Akira Tomutzu                                  | Enrique J. Lles                        | Luis Carreño                             | David Moo                                     |
| Martina Zoana Mel Navratilova Martina Nevratilova   | Mifuyu Hiiragi                                 | Amelia Jara                            | Claudia Nieto                            | Rachel Lillis                                 |
| Rezo, el Monje Rojo                                 | Takehito Koyasu                                | Enrique J. Lles                        | José Manuel Vieira                       | Peter Davis                                   |
| Jiras Siras                                         | Rakumi Yamazaki                                | Daniel Sánchez                         | Sergio Pinto                             | Maddie Blaustein                              |
| Shabranigdu, Satánico Shabranigdu                   | Daisuke Gōri                                   | Enrique J. Lles                        | Óscar Zuloaga                            | James Carter Cathcart                         |
| Kanzeil                                             | Issei Futamata                                 | Enrique J. Lles                        | Moisés Ramos                             | Nathan Price                                  |
| Filia Ul Copt, el dragón dorado                     | Hōko Kuwashima                                 | Amelia Jara                            | Anabella Nuñez                           | Tara Sands                                    |
| Fibrizo, el maestro del infierno                    | Kazue Ikura                                    | Amelia Jara                            | Ivette Harting                           | Vinnie Pena                                   |
| Gaarv Maryuu Gaav                                   | Jouji Nakata                                   | Daniel Sánchez                         | Rubén León                               | Dan Green                                     |
| Seygram                                             | Yōsuke Akimoto                                 | Enrique J. Lles                        | Luis Pérez Pons                          | Robert OGorman                                |
| Halcifom Halcifrom                                  | Kazuhiro Nakata                                | Juan Logar Jr.                         | Renzo Jiménez                            | Nathan Price                                  |
| Ellis Eriss                                         | Etsuko Ishikawa                                | Amelia Jara                            | Rossana Cicconi                          | Rachel Nanstand                               |
| Mazenda La poderosa Mazenda                         | Mako Hyōdō                                     | Marta Sainz                            | Lilo Schmid                              | Kirsten Bishop                                |
| Kira El doctor de la montaña                        | Ikue Otani                                     | Marta Sainz                            | Giset Blanco                             | Rachel Nanstand                               |

(*) Solo en Latinoamérica se dobló hasta la saga try.
 Voces Adicionales
- Yulika Krausz: Cari, ep.15/Señor de las Pesadillas
- Giset Blanco
- Rocío Mallo: Ulah, ep. 15
- Lilo Schmid
- Paul Gillman
- Armando Volcanes
- Edylu Martínez
- Orlando Noguera
- Luis Carreño
- Rossana Cicconi
- Frank de Carip
- Carmelo Fernández
- Josefina Nuñez
- Melanie Henríquez
- Gladys Yáñez
- Rubén León
- Astrid Fernández
- Livia Méndez
- María Teresa Hernández
- José Gómez
- Mónica Madrid
- Juan Guzmán
- Jhonny Torres
- Irina Índigo
- Domingo Moreno
- Eduardo Rodríguez
- Salomón Adames
- Ursula Cobucci

### Emisión en España
Esta serie fue emitida por el canal de televisión público La 2 de Televisión Española a partir del año 1996 de lunes a vienes al mediodía y sábados por la mañana en La 1 en los espacios infantiles Con mucha marcha y TPH Club.

### Emisión en Hispanoamérica
Esta serie fue emitida por variados canales tanto de pago como públicos.
- Argentina: fue emitida a través de Magic Kids entre 2000 y 2001, y nuevamente entre 2002 y 2004 para toda Latinoamérica.
- Colombia: se transmitió en 1998 por RCN Televisión hasta el año 2002.
- Chile: se estrenó en el año 1998 y se finalizó en 2001 por CHV dentro de un bloque de programación infantil. Al igual se estrenó en mayo de 1998 por el canal de pago ETC...TV donde se reestrena en marzo de 2015.
- Ecuador: fue emitida por Ecuavisa en 1998 y 1999.
- Panamá: se emitió por Telemetro en 1998.
- Perú: se emitió en Frecuencia Latina hacia al año 1996, luego en 1998 y último en el año 2004.
- República Dominicana: se emitió por RTVD (hoy CERTV) a principios de la década del 2000.
- Venezuela: fue emitida por Televen en 1997 hasta el año 2001.
- México: se emitió por Azteca 7 en 1997 hasta el año 2000.
- El Salvador: se emitió por Canal 12 en 1998 hasta el año 2003.
- Honduras: se emitió por Televicentro de Honduras en 1996 hasta 2005.

## Música
En España solo se emitió un tema de apertura y un tema para las tres primeras temporadas. Ambos con la misma melodía, Give a reason de Megumi Hayashibara.
El tema de cierre en este caso usa la imagen del original, Jama wa sasenai por Masami Okui pero se superpone la melodía del tema de apertura.

### Temas de apertura
- Get along por Megumi Hayashibara y Masami Okui en Slayers.
- Give a reason por Megumi Hayashibara en Slayers Next.
- Breeze por Megumi Hayashibara en Slayers Try.
- Plenty of grit por Megumi Hayashibara en Slayers Revolution.
- Front Breaking por Megumi Hayashibara en Slayers Evolution-R.

### Temas de cierre
- Kujikenaikara! por Megumi Hayashibara en Slayers.
- Jama wa sasenai por Masami Okui en Slayers Next.
- Don't be discouraged por Megumi Hayashibara en Slayers Try (episodios 1 a 25).
- Somewhere por Houko Kuwashima en Slayers Try (episodio 26).
- Revolution por Megumi Hayashibara en Slayers Revolution.
- Sunadokei por Megumi Hayashibara en Slayers Evolution-R.

## Enlaces
- Los Justicieros (Español) «web del canal ETC..TV la cual emite la serie en la actualidad.
- Slayers (Castellano) «Anuncio de Selecta Visión sobre el lanzamiento de la serie en castellano en DVD/Bluray.